# انیتا دوفرنتز

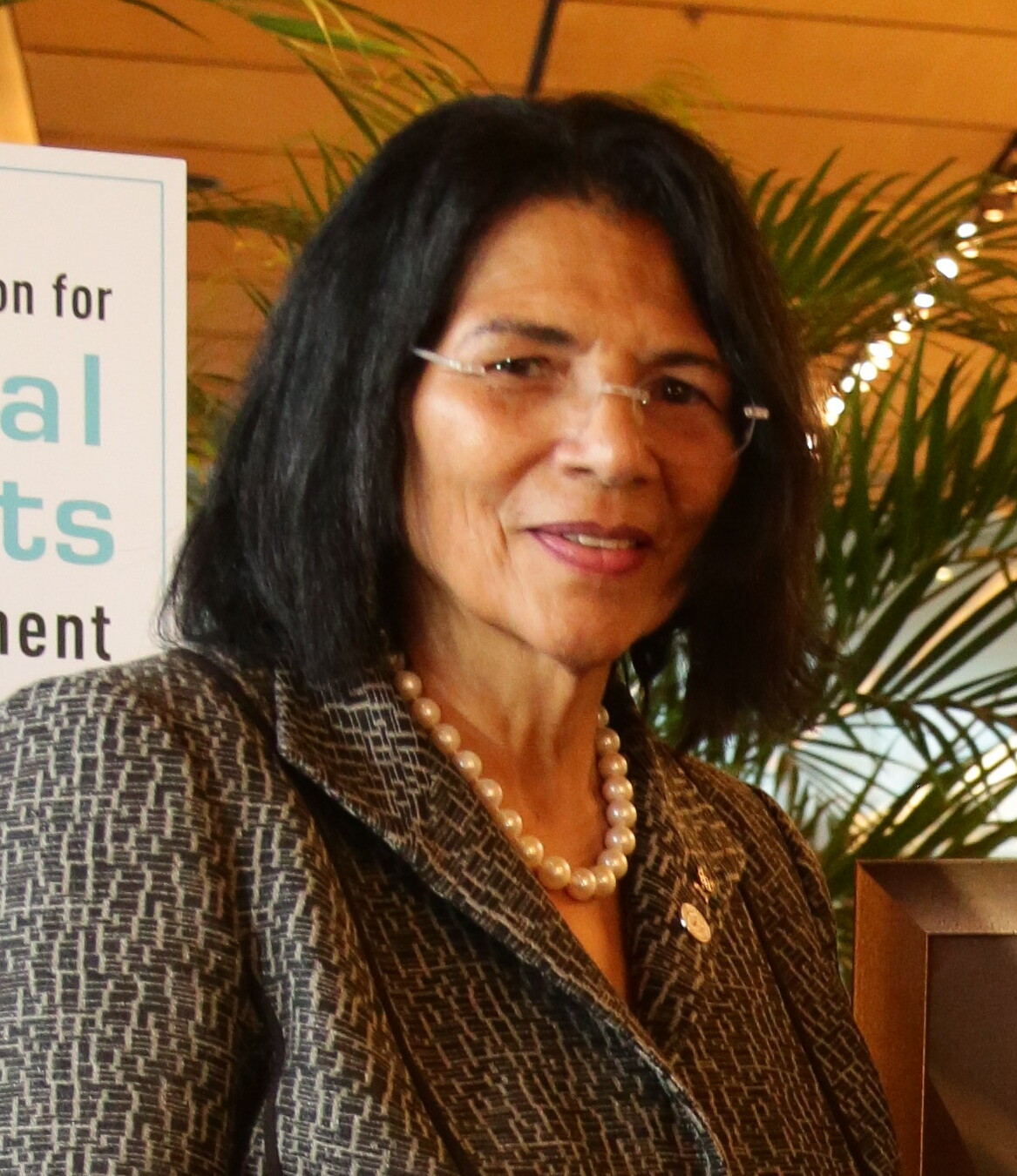
آنتیا دیفرانتز

انیتا دوفرنتز (انگلیسی: Anita DeFrantz؛ زادهٔ ۴ اکتبر ۱۹۵۲) ورزشکار روئینگ اهل ایالات متحده آمریکا است.
وی در مسابقات کشوری و بین‌المللی در مجموع برندهٔ ۱ مدال برنز شده‌است.